# Габріель Бунен

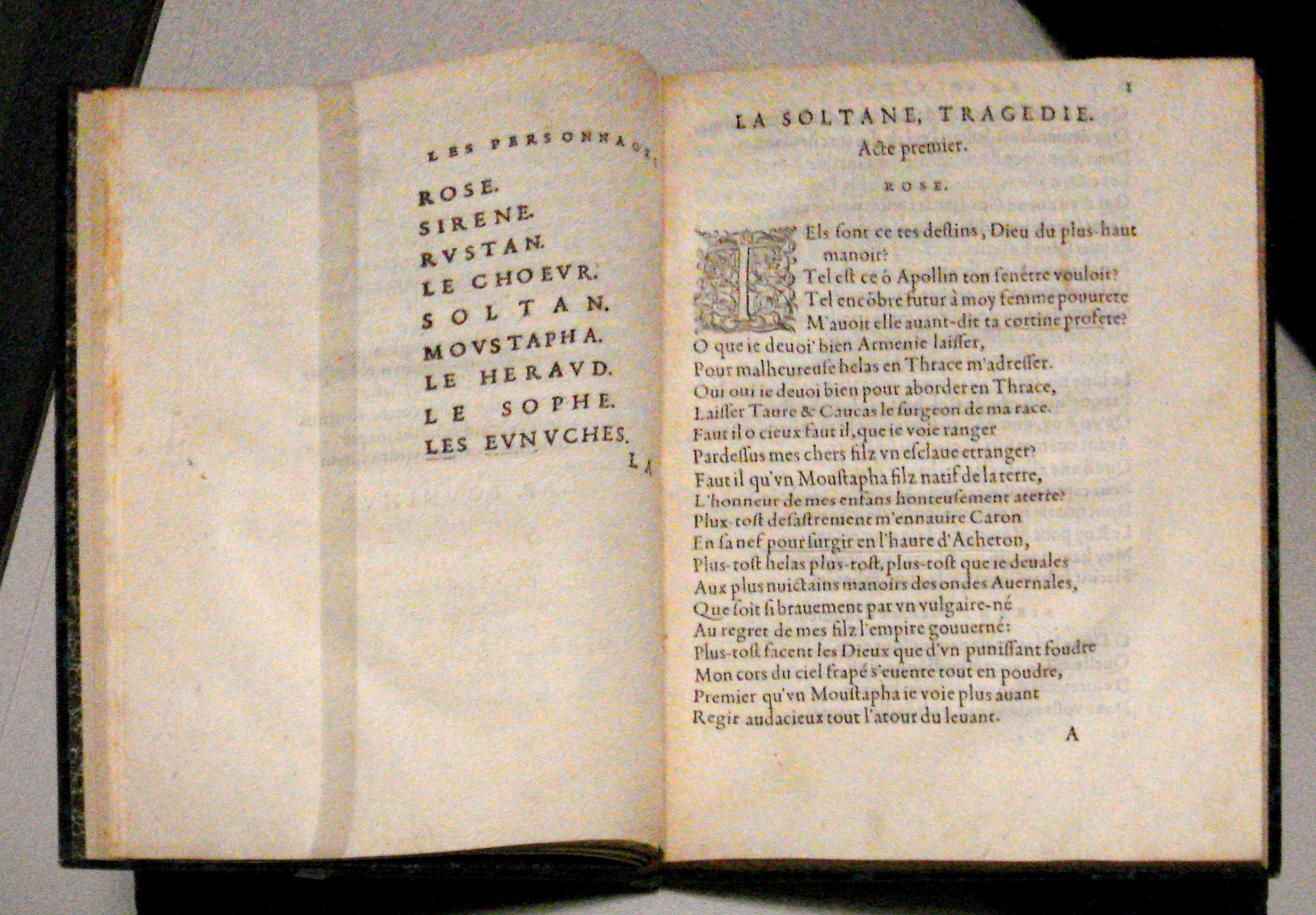
Перша сторінка трагедії «Султана» («La Soltane»)
1561

Габріель Бунен (фр. Gabriel Bounin; нар. 1535 — пом. 1604) — французький драматург.

## Біографія
Народився у 1535 році в місті Шатору (Франція), де згодом працював адвокатом.
У 1561 році написав трагедію «Султана» (фр. «La Soltane»), на яку його надихнула праця «Про Турецьку Республіку» Ґійома Постеля (1560).
Помер у 1604 році.